# Lincoln Center

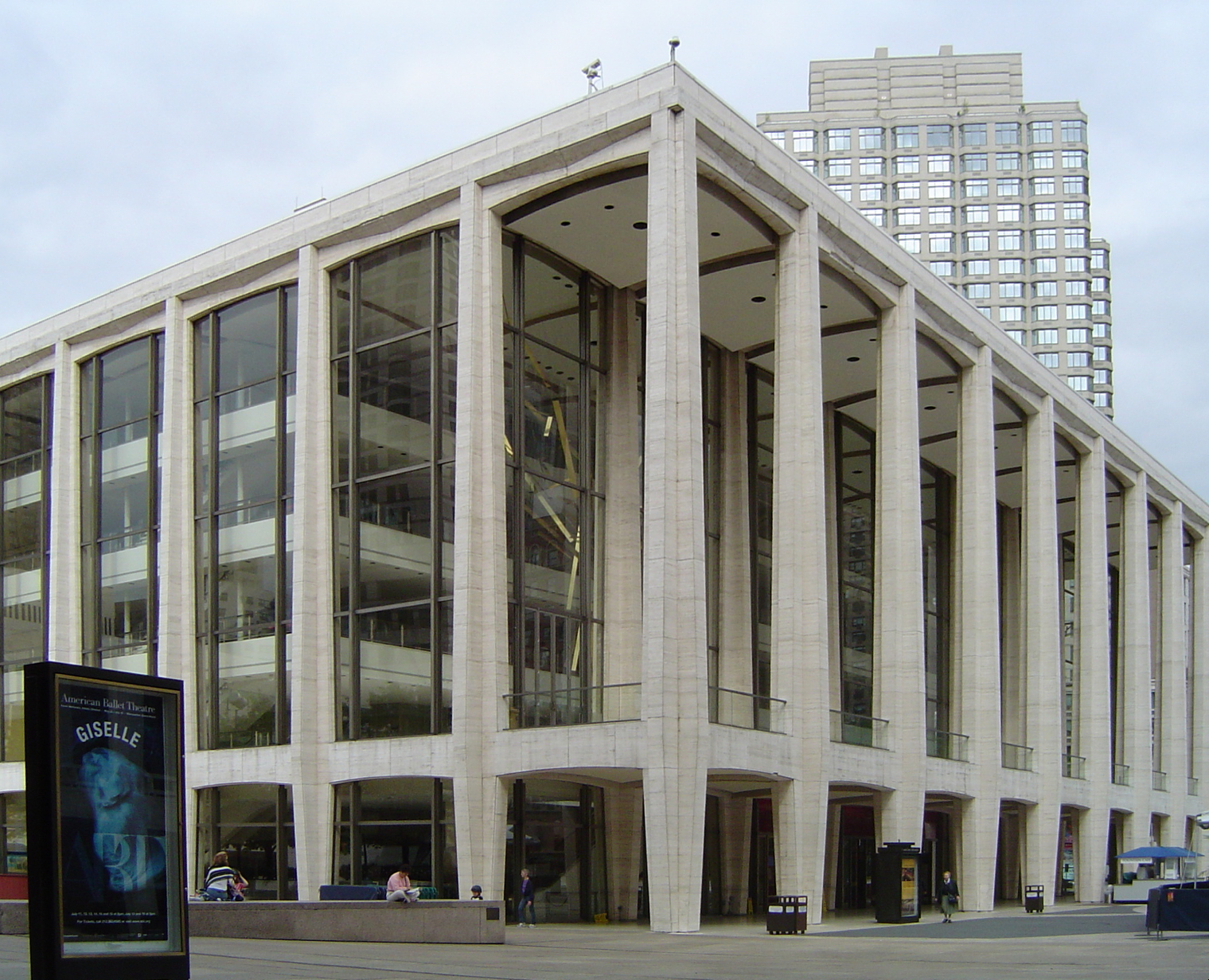
O Avery Fisher Hall, sede da Orquestra Filarmônica de Nova Iorque, no Lincoln Center.

O Lincoln Center for the Performing Arts, também conhecido apenas como Lincoln Center, é um complexo de edifícios localizado na cidade de Nova Iorque, Estados Unidos, e que funciona como sede de doze companhias artísticas. Foi construído durante o plano de reurbanização de Robert Moses e ocupa uma área de cerca de 61 000 m². Está localizado entre a Columbus Avenue e a Amsterdam Avenue e entre a West 62nd e a West 66th Street, no Upper West Side de Manhattan.

## Companhias artísticas abrigadas no Lincoln Center
O Lincoln Center abriga uma série de companhias e instituições culturais, incluindo:
- The Chamber Music Society of Lincoln Center
- The Film Society of Lincoln Center
- Jazz at Lincoln Center
- Juilliard School
- Lincoln Center for the Performing Arts Inc., também conhecida como "Lincoln Center Presents"
- Lincoln Center Theater
- Metropolitan Opera
- New York City Ballet
- New York City Opera
- Orquestra Filarmônica de Nova Iorque
- The New York Public Library for the Performing Arts
- School of American Ballet